# Julie Harris
Julie Harris all'anagrafe Julia Ann Harris (Grosse Pointe Park, 2 dicembre 1925 – West Chatham, 24 agosto 2013) è stata un'attrice statunitense. Tra le più acclamante interpreti teatrali della sua generazione, vinse cinque Tony Award per il suo lavoro a Broadway.

## Biografia
Figlia dell'agente di borsa William Pickett Harris e dell'infermiera Elsie L. Smith, Julie Harris si diplomò alla Gross Pointe Country Day School (Michigan) e, trasferitasi a New York, studiò per un anno alla Yale School of Drama, prima di diventare una delle più promettenti allieve dell'Actors Studio di Lee Strasberg.

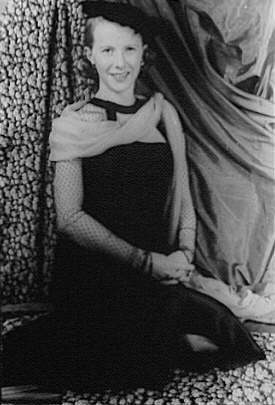
Fotografata da Carl Van Vechten nel 1952

Nel 1945 fece il suo esordio teatrale a Broadway, ottenendo presto un grande successo di pubblico e di critica grazie alla pièce Member of the Wedding di Carson McCullers, in cui interpretò il ruolo della dodicenne Frankie, contrapponendo la propria corporatura esile, i capelli rossi e i tratti delicati al personaggio di una ragazza-maschiaccio la cui vita viene sconvolta dal matrimonio del fratello. La commedia venne trasposta per il grande schermo da Fred Zinnemann con il titolo Il membro del matrimonio (1952), consentendo alla Harris di riprendere il personaggio di Frankie e di ottenere al debutto una candidatura all'Oscar alla miglior attrice nel 1953.
Nello stesso anno vinse il Tony Award quale miglior attrice protagonista per il ruolo di Sally Bowles nella pièce I Am a Camera, versione teatrale di Goodbye to Berlin di Christopher Isherwood (che più tardi verrà trasposto in versione musical prima a Broadway e successivamente, nel 1972, nel film Cabaret con Liza Minnelli nel ruolo di Sally Bowles). Anche nel caso di I Am a Camera, la Harris si assicurò il ruolo di protagonista nella versione cinematografica che si intitolò La donna è un male necessario (1955) di Henry Cornelius, accanto a Laurence Harvey. Sempre nel 1955 l'attrice apparve in uno dei suoi film più celebri, La valle dell'Eden (1955) di Elia Kazan, in cui diede una poetica e struggente interpretazione della dolce e timida Abra, accanto a James Dean, un personaggio totalmente opposto a quelli vivaci ed estroversi fino ad allora proposti.

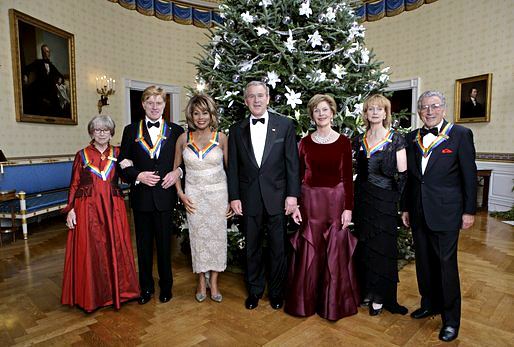
Julie Harris (a sinistra) riceve alla Casa Bianca l'onorificenza John F. Kennedy Center for the Performing Arts il 4 Dicembre 2005

Negli anni successivi le apparizioni cinematografiche della Harris furono sporadiche, ma talora indimenticabili per raffinatezza e sensibilità. Gli appassionati di film horror la ricordano nel ruolo dell'eterea Eleanor "Nell" Lance, ragazza dotata di poteri medianici, nel film Gli invasati (1963) di Robert Wise e tratto dal romanzo L'incubo di Hill House di Shirley Jackson; altre interpretazioni di rilievo furono quelle di Grace Miller nel dramma pugilistico Una faccia piena di pugni (1962) di Ralph Nelson, di Betty Fraley nel noir Detective's Story (1966) di Jack Smight, accanto a Paul Newman, e dell'infelice Alison Langdon nel dramma Riflessi in un occhio d'oro (1967) di John Huston, accanto a Elizabeth Taylor e Marlon Brando. Nel 1966 interpretò anche il bizzarro ruolo di Miss Nora Thing in Buttati Bernardo! di Francis Ford Coppola, al fianco di Geraldine Page, Rip Torn ed Elizabeth Hartman.
Durante gli anni sessanta la Harris privilegiò gli impegni teatrali, comparendo in numerose pièce, tra le quali The Playboy of the Western World, Macbeth, A Shot in the Dark,  Forty Carats e Lo zoo di vetro, vincendo il premio Sarah Siddons nel 1966. L'attrice ottenne dieci candidature al Tony Award, che vinse cinque volte (primato assoluto detenuto insieme ad Angela Lansbury), tra cui quella per la performance in The Belle of Amherst, un monologo basato sulla vita e l'opera della poetessa Emily Dickinson, portato in scena per la prima volta dalla Harris nel 1976.
Tra gli anni settanta e novanta continuò a prendere parte a vari film, sempre in ruoli di comprimaria, tra i quali L'uomo della porta accanto (1970) di David Greene, La nave dei dannati (1976) di Stuart Rosenberg, Gorilla nella nebbia (1988) di Michael Apted e Passaggio per il paradiso (1998) di Antonio Baiocco. Nel 1993 tornò al genere horror con La metà oscura di George A. Romero. La sua ultima apparizione sul grande schermo risale al 2009 nella pellicola I guardiani del faro di Daniel Adams.
Tra le migliori interpretazioni televisive dell'attrice, che aveva lavorato per il piccolo schermo sin dai primi anni della carriera, sono da ricordare il dramma Casa di bambola (1959) di Henrik Ibsen, accanto a Christopher Plummer, e il ruolo della Regina Vittoria nell'omonima produzione del 1961 della serie antologica Hallmark Hall of Fame, per la quale vinse il suo primo Emmy Award. Dal 1981 al 1987 l'attrice interpretò il ruolo di Lilimae Clements nella soap opera California.

## Vita privata
Julie Harris si sposò tre volte: dal 1946 al 1954 con Jay Julian; dal 1954 al 1967 con Manning Gurian, da cui ebbe il figlio Peter; dal 1977 al 1982 con Walter Carroll. Nel 1980 sconfisse un tumore al seno; in seguito subì due ictus, nel 2001 e nel 2010. Morì nel 2013, a 87 anni, per insufficienza cardiaca.

## Filmografia parziale

### Cinema
- Il membro del matrimonio (The Member of the Wedding), regia di Fred Zinnemann (1952)
- La donna è un male necessario (I Am a Camera), regia di Henry Cornelius (1955)
- La valle dell'Eden (East of Eden), regia di Elia Kazan (1955)
- The Truth About Women, regia di Muriel Box (1957)
- Sally's Irish Rogue, regia di George Pollock (1958)
- Una faccia piena di pugni (Requiem for a Heavyweight), regia di Ralph Nelson (1962)
- Gli invasati (The Haunting), regia di Robert Wise (1963)
- Detective's Story (Harper), regia di Jack Smight (1966)
- Buttati Bernardo! (You're a Big Boy Now!), regia di Francis Ford Coppola (1966)
- Riflessi in un occhio d'oro (Reflections in a Golden Eye), regia di John Huston (1967)
- I sei della grande rapina (The Split), regia di Gordon Flemyng (1968)
- L'uomo della porta accanto (The People Next Door), regia di David Greene (1970)
- La nave dei dannati (Voyage of the Damned), regia di Stuart Rosenberg (1976)
- The Bell Jar, regia di Larry Peerce (1979)
- I due criminali più pazzi del mondo (Crimewave), regia di Sam Raimi (1985) (non accreditata)
- Gorilla nella nebbia (Gorillas in the Mist: the Story of Dian Fossey), regia di Michael Apted (1988)
- Moglie a sorpresa (HouseSitter), regia di Frank Oz (1992)
- La metà oscura (The Dark Half), regia di George A. Romero (1993)
- Carried Away, regia di Bruno Barreto (1996)
- Bad Manners, regia di Jonathan Kaufer (1997)
- Passaggio per il paradiso, regia di Antonio Baiocco (1998)
- The First of May, regia di Paul Sirmons (1999)
- The Way Back Home, regia di Reza Badiyi (2006)
- The Golden Boys, regia di Daniel Adams (2008)
- I guardiani del faro (The Lightkeepers), regia di Daniel Adams (2009)

### Televisione
- Gli uomini della prateria (Rawhide) – serie TV, episodio 7x27 (1965)
- Tarzan – serie TV, episodi 1x26-1x27-2x22-2x23 (1967-1968)
- I giorni di Bryan (Run for Your Life) – serie TV, episodio 3x18 (1968)
- Bonanza – serie TV, episodio 9x26 (1968)
- Che succede al povero Allan? (How Awful About Allan) regia di Curtis Harrington – film TV (1970)
- Il virginiano (The Virginian) – serie TV, episodio 9x23 (1971)
- Colombo (Columbo) – serie TV, episodio 3x02 (1973)
- La famiglia Holvak (The Family Holvak) – serie TV (1975)
- Un amore ritrovato (Love is Strange), regia di Annette Haywood-Carter – film TV (1999)[5]

## Teatro (parziale)
- Enrico IV, parte 1, di William Shakespeare, regia di John Burrell. New Century Theatre di Broadway (1946)
- Edipo re, di Sofocle, regia di Michael Saint-Denis. New Century Theatre di Broadway (1946)
- Macbeth, di William Shakespeare, regia di Norris Houghton. National Theatre di Broadway (1948)
- I Am Camera, scritto e diretto da John Van Druten. Empire Theatre di Broadway (1952)
- L'Alouette, di Jean Anouilh, regia di Joseph Anthony. Plymouth Theater di Broadway (1955)
- Forty Carats, di Jay Presson Allen, regia di Abe Burrows. Morosco Theatre di Broadway (1968)
- The Last of Mrs. Lincoln, di James Prodeaux, regia di George Schaeffer. ANTA Playhouse di Broadway (1972)
- The Belle of Amherst, di William Luce, regia di Charles Nelson Reilly. Longacre Theatre di Broadway (1976)
- Lo zoo di vetro, di Tennessee Williams, regia di Frank Galati. Criterion Center Stage Right di Broadway (1994)
- Gin Game, di D.L. Coburn, regia di Charles Nelson Reilly. Lyceum Theatre di Broadway (1997)

## Riconoscimenti
- Premio Oscar
  - 1953 – Candidatura alla migliore attrice per Il membro del matrimonio

- BAFTA
  - 1956 – Candidatura alla migliore attrice per La donna è un male necessario

- Premio Emmy
  - 1956 – Candidatura alla migliore attrice in una miniserie o film televisivo per The United States Steel Hour
  - 1959 – Migliore attrice in una miniserie o film televisivo per The Little Moon of Alban
  - 1961 – Candidatura alla migliore attrice per The DuPont Show of the Month
  - 1962 – Migliore attrice in una miniserie o film televisivo per Victoria Regina
  - 1968 – Candidatura alla miglior attrice in una miniserie o film televisivo per  Anastasia
  - 1977 – Candidatura alla migliore attrice in una miniserie o film televisivo per  The Last of Mrs. Todd
  - 1983 – Candidatura alla migliore attrice attrice non protagonista in una serie drammatica per California
  - 1989 – Candidatura alla migliore attrice non protagonista in una miniserie o film televisivo per The Woman He Loved
  - 1998 – Candidatura alla migliore attrice non protagonista in una miniserie o film televisivo per Ellen Foster

- Grammy Award
  - 1978 – Miglior album parlato per The Belle of Amhrest

- Tony Award
  - 1952 – Migliore attrice in un'opera teatrale per I Am Camera
  - 1956 – Migliore attrice in un'opera teatrale per L'Alouette
  - 1964 – Candidatura alla migliore attrice in un'opera teatrale per Marathon '33
  - 1969 – Migliore attrice in un'opera teatrale per Forty Carats
  - 1973 – Migliore attrice in un'opera teatrale per The Last of Mrs. Lincoln
  - 1974 – Candidatura alla migliore attrice in un'opera teatrale per The Au Pair Man
  - 1977 –  Migliore attrice in un'opera teatrale per The Belle of Amherst
  - 1991 – Candidatura alla migliore attrice in un'opera teatrale per Lucifer's Child
  - 1997 – Candidatura alla migliore attrice in un'opera teatrale per Gin Game

## Doppiatrici italiane
Nelle versioni in italiano delle opere in cui ha recitato, Julie Harris è stata doppiata da:
- Cristina Grado in Buttati Bernardo!, Moglie a sorpresa, La metà oscura
- Maria Pia Di Meo in Gli invasati, Detective's Story
- Fiorella Betti in La valle dell'Eden
- Adriana De Roberto in Riflessi in un occhio d'oro
- Rosetta Calavetta in I sei della grande rapina
- Solvejg D'Assunta in Colombo
- Gabriella Genta in California (s.1)
- Alba Cardilli in California (s.3-9)
- Liù Bosisio in Gorilla nella nebbia
- Francesca Palopoli in Una corona per Wally
- Wanda Tettoni in Rossella